# Филэллины
Филэ́ллины (с греч. — «φιλέω», «люблю» и с греч. — «Ελληνες», «греки») — друзья греков, представители (активисты) общественности Европы и Америки, в конце XVIII — начале XIX века, сочувствовавшие или в той или иной форме помогавшие борьбе Греции за освобождение от турецкого ига.
В широком смысле термин применяется для обозначения вообще любого иностранца, помогавшего во время греческой войны за независимость (баварский король Людвиг I, Байрон и другие), и в узком смысле непосредственно участвовавшего в греческой национально-освободительной революции 1821—1829 годов, в составе особый группы, под начальством генерала Норманна которая была уничтожена в сражении при Пета (4 (16) июля 1822 года).

## Греческая революция

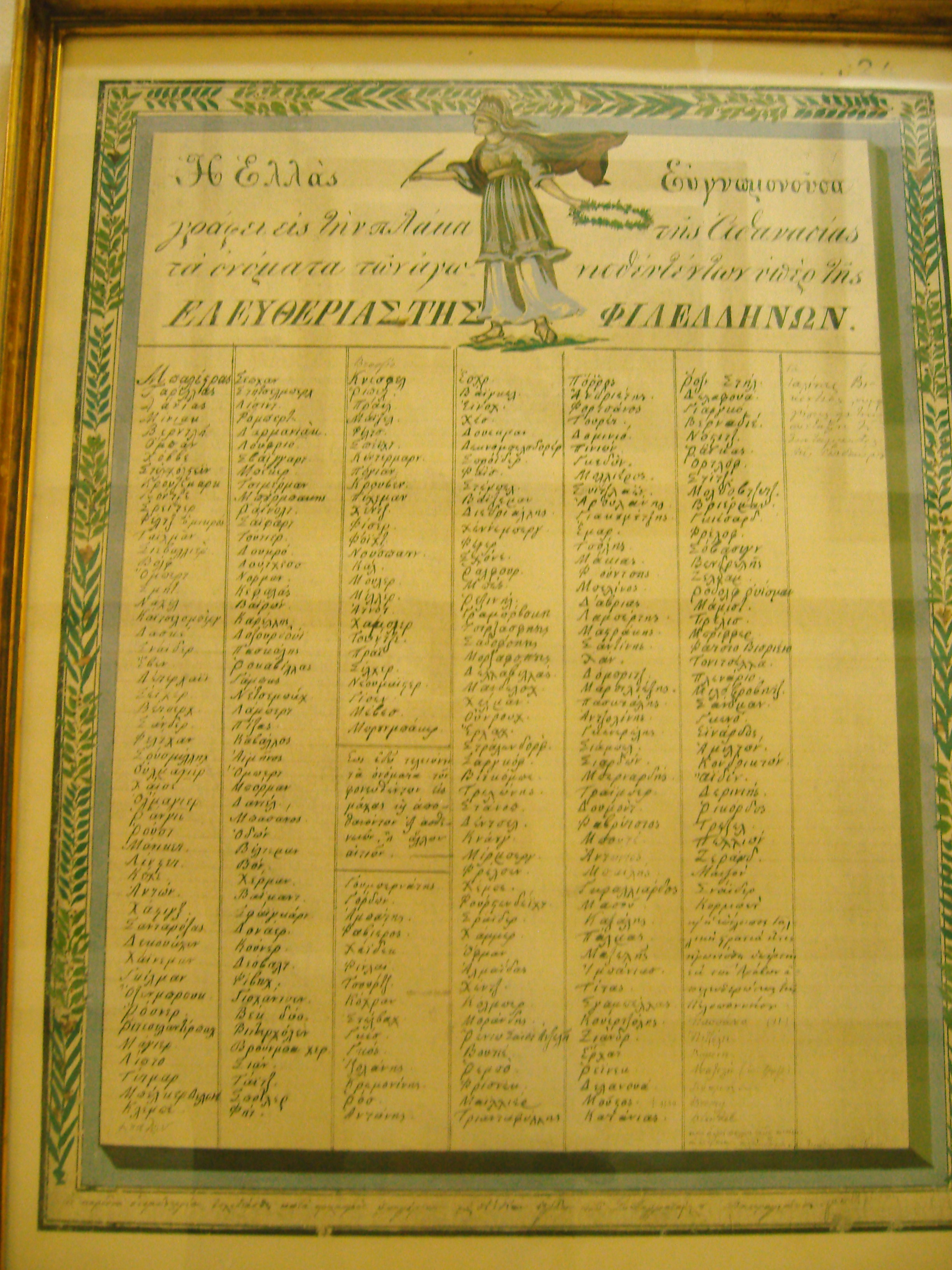
Список филэллинов – участников Освободительной войны Греции; Национальный исторический музей Греции. Первые две колонки слева – имена погибших.

Греческая революция 1821 года и Освободительная война греков против осман вызвали в Европе явление филэллинизма. Греческий историк Янис Кордатос писал: «в действительности не было филэллинов, за исключением немногих демократов Европы», а Георгиос Лайос: «Движение филэллинов имело явно выраженную политическую ориентацию».
Непосредственное участие в войне приняло около 1 000 иностранных добровольцев. Вилльям Сен-Клер в своём списке именует 940 филэллинов, из которых 342 родом из германских земель, затем следуют французы (196), итальянцы (137), англичане (99), швейцарцы (35), поляки (30), голландцы и бельгийцы (17), американцы (16), венгры (9), шведы (9), испанцы (9), датчане (8) и 33 человека разных и неизвестных национальностей. 313 из них погибли на полях сражений или умерли от ран или болезней.
Имена этого списка в той или иной мере повторяются в списках французского полковника Огюста Туре, швейцарского лейтенанта Анри Форнези и в списке, составленном после войны греческим военачальником Иоаннисом Макрияннисом.
Немецкий генерал Норман-Эренфельс, корсиканец Иосиф Балест, англичане лорд Байрон и капитан Франк Хэстингс, итальянцы Санторре ди Санта Роса, Джачинто ди Колленьо и Пьетро Тарелла, поляк Францишек Межеевский, швейцарец Иоганн Якоб Майер, американец Джордж Джарвис и многие другие филэллины вошли в Пантеон героев той войны, наряду с греками, и известны у себя на родине.
Примечание: Участники войны из Сербии, Черногории или Болгарии, такие как Васос Мавровуниотис или Христос Дагович, оставшиеся в Греции, не рассматривались как иностранцы.
Филэллинами именуют также иностранных представителей искусства, науки, политики, банкиров и общественных деятелей, внёсших свой вклад в освобождение и становление возрождённого греческого государства. Среди них швейцарский банкир Жан Габриэль Эйнар, французский врач Этьен-Марин Байи, немецкий эллинист Фридрих Вильгельм Тирш, американский миссионер и педагог Джон Генри Хилл и другие.

## Русские филэллины
Сведения о русских филэллинах немногочисленны и отрывочны:
- Греческий исследователь Костас Авгитидис, проживший многие годы в политической эмиграции в Одессе, указывая на городские архивы, пишет, что после поражения Филики Этерия в Придунайских княжествах, в самом начале войны, среди интернированных в Оргиево 1025 гетеристов было 40 русских.
- Он же называет Иосифа Березовского как участника войны непосредственно в Греции. Согласно письму последнего от 2 февраля 1825 года, Березовский с двумя братьями и c (?) солдатами, оружием и боеприпасами добрался до Греции и 3 года воевал на острове Крит. Один из его братьев погиб в битве при Пета[5]:63.
- Упоминается имя А. Протопопова как участника боёв на острове Хиос и Грабовского как участника боёв на п-ве Пелопоннес и на Крите[6]:358.
- Больше всего сохранилось сведений о Николае Райко, прибывшем в Грецию на последнем этапе войны.

## В культуре
Роман российского писателя Леонида Юзефовича «Филэллин» (2021) посвящён эпохе и влиянию греческой революции на настроения в России. Он отмечен первым местом премии «Большая книга».